# Campeonato Mundial de Cubo Mágico de 1982
O Campeonato Mundial de Cubo Mágico de 1982 foi o primeiro Campeonato Mundial da modalidade, e aconteceu na cidade de Budapeste

## Lista de Competidores
| Place | Nome                    | Time  | Status | Nacionalidade  | Tentativa 1 | Tentativa 2 | Tentativa 3 |
| ----- | ----------------------- | ----- | ------ | -------------- | ----------- | ----------- | ----------- |
| 1     | Minh Thai               | 22.95 | WR     | USA            | 27.16       | 22.95       | 27.97       |
| 2     | Guus Razoux Schultz     | 24.32 | ER     | Netherlands    | 24.32       | 31.51       | 26.51       |
| 3     | Zoltán Lábas            | 24.49 | NR     | Hungary        | 24.49       | 27.58       | 28.21       |
| 4     | Lars Petrus             | 24.57 | NR     | Sweden         | 35.42       | 33.11       | 24.57       |
| 5     | Ken'ichi Ueno           | 24.91 | AsR    | Japan          | 27.56       | 27.90       | 24.91       |
| 6     | Jerome Jean-Charles     | 25.06 | NR     | France         | 27.87       | 31.18       | 25.06       |
| 7     | Julian Chilvers         | 25.95 | NR     | United Kingdom | 30.59       | 25.95       | 27.46       |
| 8     | Duc Trinh               | 26.63 | NR     | Canada         | 37.44       | 26.63       | 36.09       |
| 9     | Giuseppe Romeo          | 28.11 | NR     | Italy          | 34.23       | 41.75       | 28.11       |
| 10    | Jessica Fridrich        | 29.11 | NR     | Czech Republic | 31.49       | 29.11       | 33.20       |
| 11    | Eduardo Valdivia Chacon | 29.62 | SAR    | Peru           | 34.91       | 29.62       | 30.01       |
| 12    | Luc Van Laethem         | 29.73 | NR     | Belgium        | 32.92       | 34.98       | 29.73       |
| 13    | Jozsef Borsos           | 30.02 | NR     | Yugoslavia     | 36.75       | 35.33       | 30.02       |
| 14    | Roland Brinkmann        | 30.59 | NR     | Germany        | 34.80       | 30.59       | 32.52       |
| 15    | Jari Sandqvist          | 31.17 | NR     | Finland        | 31.17       | DNF§        | 31.56       |
| 16    | Manuel Galrinho         | 37.11 | NR     | Portugal       | 40.74       | 48.67       | 37.11       |
| 17    | Piotr Sebenski          | 37.50 | NR     | Poland         | 44.40       | 37.50       | 40.86       |
| 18    | Svilen Tenev            | 47.29 | NR     | Bulgaria       | 51.88       | 47.29       | 47.35       |
| 19    | Josef Trajber           | 50.16 | NR     | Austria        | 50.16       | 54.93       | 58.99       |

WR = Recorde Mundial
ER = Recorde Europeu
AsR = Recorde Asiático
SAR = Recorde Sul-Americano
NR = Recorde Nacional
§Sandqivst foi desqualificado da competição na segunda tentativa, uma vez que seu cubo quebrou duas vezes na mesma tentativa.